# São João do Ivaí
São João do Ivaí est une municipalité brésilienne située dans l'État du Paraná.